# CH Valladolid
Der CH Valladolid war ein spanischer Eishockeyclub aus Valladolid.    

## Geschichte
Der CH Valladolid gehörte im Jahr 1972 zu den sechs Gründungsmitgliedern, die in Madrid die Superliga, die höchste spanische Eishockey-Spielklasse ins Leben riefen. Aufgrund von Problemen mit ihrem Eisstadion und da sie keine passende Ausweichmöglichkeit hatten, musste der Verein jedoch bereits nach nur einer Spielzeit 1973 wieder aus dem Spielbetrieb genommen werden.